# Laciniorbis
Laciniorbis is een geslacht van weekdieren uit de klasse van de Gastropoda (slakken).

## Soorten
- Laciniorbis hedleyi Iredale, 1931
- Laciniorbis morti Iredale, 1931